# 대한민국 민법 제519조
대한민국 민법 제519조는 변제와 증서교부에 대한 민법 채권법 조문이다.

## 조문
제519조(변제와 증서교부) 채무자는 증서와 교환하여서만 변제할 의무가 있다.

第519條(辨濟와 證書交付) 債務者는 證書와 交換하여서만 辨濟할 義務가 있다.

## 참고 문헌
- 오현수, 일본민법, 진원사, 2014. ISBN 9788963463452
- 오세경, 대법전, 법전출판사, 2014 ISBN 9788926210277
- 이준현 , LOGOS 민법 조문판례집, 미래가치, 2015. ISBN 9791155020869

## 같이 보기
- 어음